# Ala-Malmi
Ala-Malmii (en suédois : Nedre Malm) est une section du quartier de Malmi à Helsinki, la capitale de la Finlande.

## Description
Ala-Malmi a une superficie de 3,32 km2, sa population s'élève à 4 878 habitants(1.1.2010) pour 4 632 emplois(31.12.2011).